# Jiljí Chládek
Jiljí (Aegidius) Bartoloměj Chládek Opraem. (23. srpna 1743, Praha – 29. ledna 1806 tamtéž) byl vysokoškolský učitel a v roce 1794 byl zvolen rektorem Univerzity Karlovy.

## Život
Po absolvování gymnázia vstoupil do premonstrátského kláštera v Praze na Strahově. Zde studoval filosofii a teologii v koleji sv. Norberta.
Po dosažení hodnosti mistra svobodných umění a Svatého písma přednášel filozofii, právo a církevní dějiny. Roku 1767 dosáhl bakalaureátu a roku 1778 titulu doktora teologie.
Byl od roku 1778 historicky prvním profesorem české pastorální teologie a pozici pastoralisty si zachoval až do své smrti.
Jeho trojdílný spis Počátkové opatrnosti pastýřské se stal dvorským dekretem z 27. listopadu 1780 jednou z prvních česky psaných vysokoškolských učebnic a stala se tzv. školní rukovětí.
V letech 1792–1793 byl děkanem pražské teologické fakulty a od roku 1794 rektorem pražské univerzity. Jednalo se o typického osvíceneckého teologa.